# Kreuzzug in Jeans (Buch)
Kreuzzug in Jeans (orig. Kruistocht in spijkerbroek) ist ein 1973 erschienenes Kinderbuch der niederländischen Schriftstellerin Thea Beckman. Das Buch, das den Kinderkreuzzug von 1212 thematisiert, erschien in Deutschland zunächst unter dem Titel Kreuzzug ins Ungewisse. 

## Handlung
Angeführt von falschen Mönchen und einem selbst ernannten Führer ziehen achttausend Kinder von Köln nach Genua, mit dem Ziel, Jerusalem von den Sarazenen zu befreien. Rudolf Wega, ein 15-jähriger Junge aus Amstelveen, erlebt das Mittelalter hautnah, als er durch eine Zeitmaschine mitten ins Jahr 1212 versetzt wird. Er zieht mit den Kindern, teilt ihr Leben und muss mit ansehen, wie sie, den Unbilden der Witterung preisgegeben, Hunger und Durst leiden, von Krankheiten heimgesucht werden, Kämpfe mit wilden Tieren und Raubrittern bestehen. Er lernt die Tapferkeit, die Treue, das Gottvertrauen, aber auch die Grausamkeit der Kinder des Mittelalters kennen. Und er wird Zeuge, wie sie sich immer weiter schleppen, allen Schwierigkeiten zum Trotz, nur von einem Traum vorangetrieben: dem Bild der Weißen Stadt, in der die Sonne nie untergeht und ewiger Friede herrscht.

## Verfilmung
Das Buch wurde im Jahr 2006 unter dem Titel Kreuzzug in Jeans verfilmt, unter anderem mit Emily Watson, Benno Fürmann und Udo Kier.

## Ausgaben
- Thea Beckman: Kreuzzug ins Ungewisse. Ueberreuter, Wien/Heidelberg 1978, ISBN 3-8000-2177-3.
- Thea Beckman: Kreuzzug ins Ungewisse. Arena, Würzburg 1989 (Neuauflage 2003), ISBN 3-401-02878-2.
- Thea Beckman: Kreuzzug in Jeans. Urachhaus, Stuttgart 1996 (Neuauflage 2006), ISBN 3-8251-7544-8.
- Thea Beckman: Kreuzzug in Jeans. dtv, München 2008, ISBN 978-3-423-71311-5.